# Pundaquit
Pundaquit es un barangay filipino del municipio de San Antonio, provincia de Zambales, Luzón Central (Región 3). Según el censo de 2020, tiene una población de 3476 habitantes.

## Barrios
El barangay se divide, a su vez, en siete barrios.[cita requerida]
- Annawangin
- Camara
- Capones
- Pundaquit Proper
- Pundaquit del Este
- Punta De Uian
- Talisayen